# Luftseilbahn Wengen–Männlichen
Die Luftseilbahn Wengen–Männlichen (LWM) ist eine Pendelbahn im Kanton Bern in der Schweiz. Sie führt von Wengen auf den 2343 m ü. M. hohen Männlichen. Eigentümerin und Betreiberin der Bahn ist die Luftseilbahn Wengen–Männlichen AG. Von Grindelwald aus fährt auch die Gondelbahn Grindelwald–Männlichen auf den Männlichen.

## Geschichte
Die ersten Gedanken zum Bau einer Seilbahn tauchten in Wengen schon in den 1930er Jahren auf. Der Zweite Weltkrieg verhinderte aber vorerst eine Umsetzung. 1949 bildeten sich eine Initiativkommission, die der Frage nach einer Umsetzung nachging. Am 25. März 1950 wurde ein Gesuch für die Erteilung einer Konzession eingereicht. Am 14. Februar 1951 wurde dieses Gesuch für 20 Jahre gutgeheissen. Am 15. September 1952 konnte, nach anfänglich finanziellen Schwierigkeiten, die Gesellschaft gegründet werden. Im August 1953 starteten die Arbeiten. Schon im Dezember standen die beiden Stationsgebäude im Rohbau und auch die Stützpfeiler. Und schon im Mai 1954 stand die Bahn, die von der Ludwig von Roll’schen Eisenwerke AG, Bern, erstellt wurde, bereit für die Abnahme. Der fahrplanmässige Betrieb startete am 5. Juni 1954. Der erste technische Umbau fand 1963 statt. Die Kabinen wurden durch grössere ersetzt. 1973 standen die nächsten Ausbauten an. 1986 wurde die Talstation einer umfangreichen Renovation unterzogen. 1990 wurde die Konzession bis 2010 verlängert. 1992 wurde die komplette Technik der Bahn erneuert.
Im Lawinenwinter 1999 wurde in der Nacht vom 22. auf den 23. Februar 1999 die Talstation von einer Lawine getroffen. Die Abteilung für Naturgefahren erlaubte danach den Betrieb an gleicher Stelle nicht mehr. Der Verwaltungsrat der LWM entschied am 14. April 1999, die Talstation ausserhalb der Lawinenzone in der Nähe des Dorfkerns wieder aufzubauen. Für diesen Neubau wurde die Firma Garaventa, die 2002 mit Doppelmayr fusionierte, beauftragt. Noch im gleichen Jahr, am 3. Dezember, konnte die erste Bahn wieder auf den Männlichen fahren.
Die Männlichenbahn wurde 2018 erneuert. Neu stehen zwei 75-Personen-Kabinen zur Verfügung. Als Neuerung wurden auch je ein Freiluft-Balkon Royal Ride pro Kabine installiert. Diese bieten je Platz für 10 Personen und sind kostenpflichtig. Das Angebot ist nur im Sommer verfügbar, da die Balkone jeweils im Spätherbst für die kommende Wintersaison demontiert und im Frühling jeweils wieder montiert werden.

## Technische Daten
Die Daten beziehen auf den Neubau von 1999
- Horizontaler Abstand der beiden Stationen: 1656,9 Meter
- Höhe der Talstation: 1282,5 m ü. M.
- Höhe der Bergstation: 2229,9 m ü. M.
- Höhendifferenz: 947,5 Meter
- Länge der Fahrbahn: 1910 Meter
- Mittlere Steigung: 70,8 %
- Fahrtgeschwindigkeit: 10,0 m/s
- Förderleistung in jede Richtung: 860 Personen/Stunde

## Fotos

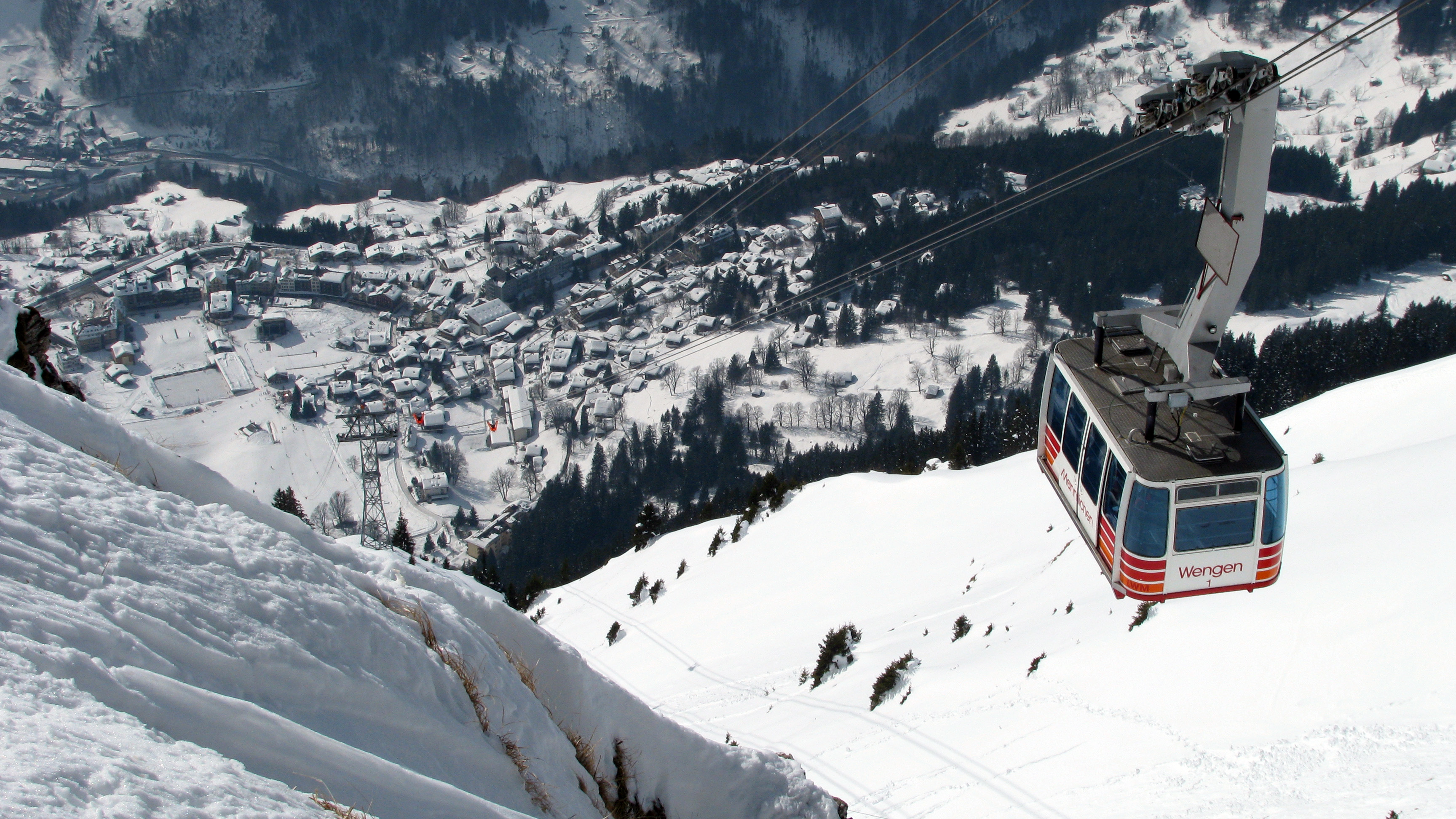
Blick auf Wengen im Winter
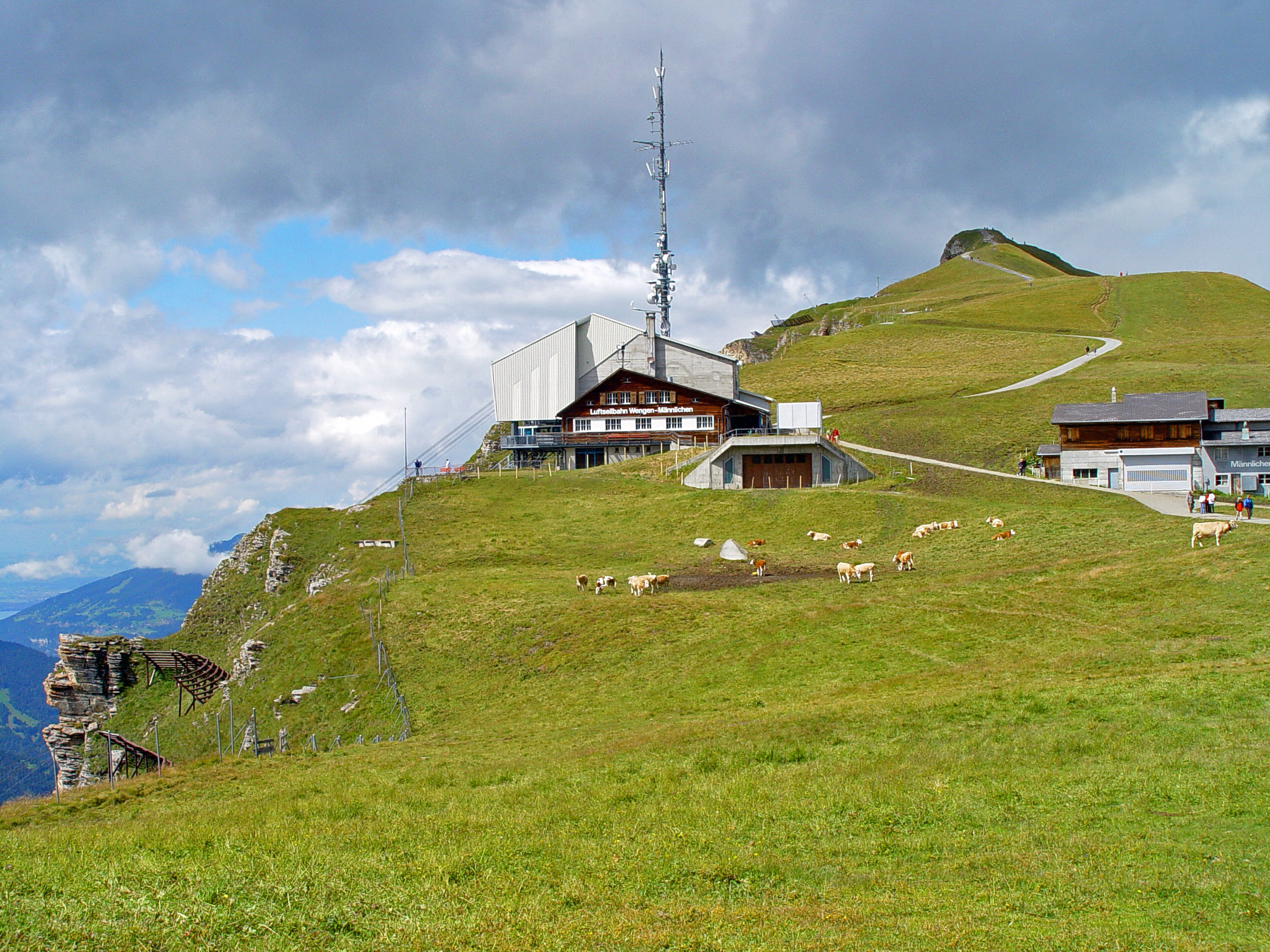
Bergstation. Im Hintergrund der Männlichengipfel
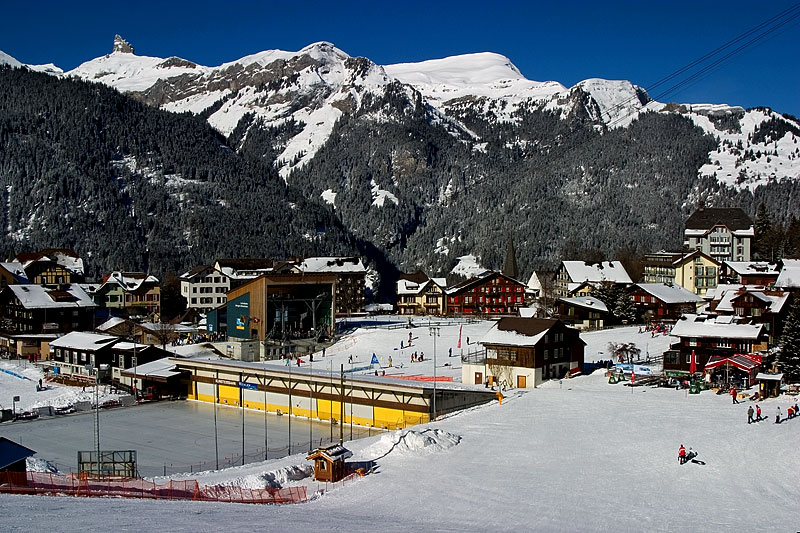
Talstation

## Weblink
- maennlichen.ch, Website der Luftseilbahn Wengen–Männlichen und der Gondelbahn Grindelwald–Männlichen